# Yummy Yummy Yummy
Yummy Yummy Yummy è un brano musicale degli Ohio Express, pubblicato come singolo nel maggio 1968. Il pezzo è cantato dal produttore del singolo, Joey Levine.
La canzone compare alla fine di un episodio del Monty Python's Flying Circus (Come non essere visti), dove è cantata da "Jackie Charlton and the Tonnets". La canzone appare in un episodio de I Simpson (Bart infartato). La canzone appare nel film "Paura e Delirio a Las Vegas".

## Tracce
1. Yummy Yummy Yummy - 2:30
2. Zig Zag

## Cover
Della canzone vennero fatte delle cover ad opera di:
- 1910 Fruitgum Company
- Julie London
- The Residents
- Baccara
- Elvis Hitler
- Tub Ring
- I Ribelli, cover in italiano ad opera dell'ex gruppo d'accompagnamento di Adriano Celentano presente nell'album omonimo del 1968